# Silke Stremlau
Silke Stremlau (* 1976 in Dülmen) ist eine deutsche Nachhaltigkeitsexpertin und Bankerin. Sie war Vorsitzende des Sustainable-Finance Beirates der Bundesregierung in der 20. Legislaturperiode.

## Leben
Silke Stremlau engagierte sich schon in ihrer Jugend ehrenamtlich im Umwelt-, Politik- und Kirchenbereich.
Sie studierte Sozialwissenschaften mit dem Schwerpunkt Umweltpolitik an der Carl von Ossietzky Universität Oldenburg und erwarb ihr Diplom als Bankbetriebswirtin an der Akademie deutscher Genossenschaften. Von 2000 bis 2015 arbeitet sie bei der imug Beratungsgesellschaft in Hannover. Als Gesellschafterin baute sie den Bereich „Nachhaltiges Investment“ auf. Anschließend war sie Generalbevollmächtigte bei der Bank im Bistum Essen und zwischen 2018 und 2023 war sie im Vorstand der Hannoverschen Kassen – einer nachhaltigen Pensionskasse – verantwortlich für Kapitalanlage, Nachhaltigkeit und Personal.
Zwischen September 2023 und August 2024 hat sie ein Fellowship der Stiftung Mercator.
Sie war bereits von 2019 bis 2021 Mitglied im ersten Sustainable Finance-Beirat der Bundesregierung. Im 2. Sustainable Finance-Berirat von 2022 bis 2025 war sie die Vorsitzende des Gremiums.
Seit 2019 ist sie Aufsichtsrätin bei der UmweltBank AG in Nürnberg.
Seit Juni 2024 ist sie zudem Mitglied im Aufsichtsrat der NORD/LB in Hannover.
Silke Stremlau ist gefragte Speakerin und erlangte durch Medienauftritte überregionale Bedeutung. Im Podcast mit Werner Gatzer, Staatssekretär im Bundesfinanzministerium, wird sie als „Miss Nachhaltigkeit“ bezeichnet und diskutiert über die Entlastungspakete, das Bürgergeld und die Energiewende. Im Jahr 2024 erhielt sie den Vordenkerpreis von portfolio institutionell.
Sie ist die Tochter der ehemaligen Bürgermeisterin der Stadt Dülmen Lisa Stremlau (SPD).

## Veröffentlichungen
- Heidrun E. Kopp (Hrsg.): CSR und Finanzratings: Nachhaltige Finanzwirtschaft: Rating statt Raten! Springer, 2016, ISBN 3-662-47460-3.
- BaFinPerspektiven 2 | 2019
- Warum grüne Finanzanlagen so wichtig sind
- „Nachhaltigkeit muss als Risiko- und Chancenthema verstanden werden“